# Chiesa di San Vitale (Ferrara)
La chiesa di San Vitale si trovava in via Brasavola a Ferrara e risaliva al X secolo. Venne soppressa nel 1725.

## Storia
Non esistono molte fonti che descrivono tale luogo di culto. Anticamente via Brasavola, in questo tratto, veniva chiamata strada di San Vitale, e il nome le veniva dalla chiesa e dal suo monastero. Dopo la sua soppressione come luogo di culto rimase a lungo un oratorio destinato ad accogliere i resti dei defunti che venivano qui raccolti dopo essere stati traslati da altre chiese cittadine. Venne completamente demolita verso la fine del XVIII secolo e non ne rimane più traccia.

## Descrizione
Dopo la sua demolizione non è rimasto nulla dell'antico convento e della sua chiesa poiché l'area urbana è stata utilizzata per altre costruzioni. Il complesso si trovava affacciato in via Brasavola all'angolo con via del Mellone, a breve distanza e spostato a ovest rispetto all'oratorio di San Lodovico, che è ancora presente anche se molto modificato e non più usato come luogo sacro.